# Prvenstvo Anglije 1889
Prvenstvo Anglije 1889 v tenisu.

## Moški posamično
William Renshaw :  Ernest Renshaw, 6-4 6-1 3-6 6-0

## Ženske posamično
Blanche Bingley Hillyard :  Lena Rice, 4-6, 8-6, 6-4

## Moške dvojice
William Renshaw /  Ernest Renshaw :  Ernest Lewis /  George Hillyard 6–4, 6–4, 3–6, 0–6, 6–1